# 渡辺美香のWhat a Wonderful World
『渡辺美香のWhat a Wonderful World』（わたなべみかのホワット・ア・ワンダフル・ワールド）は、CBCラジオで毎週日曜日に放送されているラジオ番組。2014年4月5日放送開始。

## 概要
CBCアナウンサーの渡辺美香がジャズの音楽をメインに、「音を楽しむ = 音楽」をテーマに送るラジオ番組。

## 放送時間
いずれもJST。
- 2014年4月5日 - 2015年12月26日
  - 毎週土曜日 20:00 - 20:30
- 2016年1月2日 - 2019年3月30日
  - 毎週土曜日 23:00 - 23:30
- 2019年4月7日 -
  - 毎週日曜日 18:30 - 19:00

## パーソナリティー
- 渡辺美香（CBCアナウンサー）
- 河原龍夫 (歌手、タレント)

## 主なコーナー
- あなたと夜と音楽と
- 美香のクロース・トゥ・ユー（ゲストコーナー）
- 絶対音感当てクイズ